# フェルナン・ゴンサレス

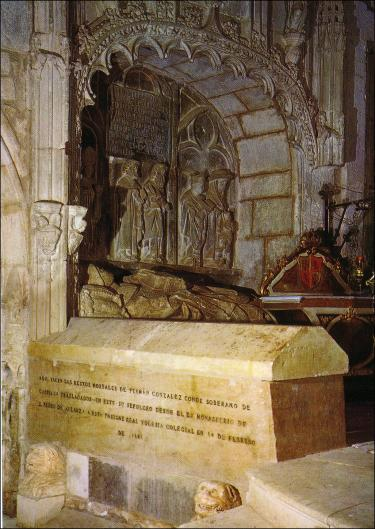
フェルナン・ゴンサレスの石棺。コバルビアス

フェルナン・ゴンサレス（スペイン語:Fernán González、ラテン語:Fredinandus Gundisalviz、910年頃 - 970年）は、カスティーリャ伯およびアラバ伯。
武勲詩に登場する人物として知られている。彼はイベリア半島において様々な伝説に彩られた人物であり、レオン王国の宗主権を認めながら半ば独立国家としてカスティーリャを治め、後に独立王国となるカスティーリャの基礎を築いた家系の始祖である。930年、フェルナンの名はレオン王国東部の行政組織内における伯爵として現れる。

## 生涯
ブルゴス伯およびカスティーリャ伯であったゴンサロ・フェルナンデスと、妻ムニアドナの子として生まれた。フェルナン・ゴンサレスはララの城で育った。
父ゴンサロは、分断されたカスティーリャ・ラ・ビエハの再統合を始めていた。初代カスティーリャ伯ロドリーゴ時代には、レオン王国内で一つの伯領であったが、彼の子ディエゴの死後分割されていたのである。899年頃、ゴンサロはブルゴス伯に任命された。そして909年、ムニオ・ヌニェス・デ・カストロヘリスの死によってカスティーリャ伯となった。
915年のゴンサロの死後は、カスティーリャ伯位はゴンサロの弟たちが継承し、931年にフェルナンがカスティーリャ伯となった。同年、アラバ伯であったアルバロ・エラメリスが死ぬとフェルナンがアラバ伯を継承し、ロドリーゴ時代の領土を回復した。フェルナンはアルバロの未亡人であったパンプローナ王女サンチャと結婚した（パンプローナ王サンチョ1世の娘であったサンチャは、最初レオン王オルドーニョ2世に嫁し、寡婦となった後にアルバロと再婚していた）。サンチャとの結婚は、フェルナンにとってカスティーリャ統一のみならず、半島北部のキリスト教国家の政治同盟を強化することにもなった。
フェルナンは自らの治世下で、ブルゴス、アストゥリアス、サンティリャーナ、ランタロン、アラバ、カスティーリャ、ララらの伯領で構成される強力な軍事力を集めた。彼の軍事力は939年のシマンカスの戦い、その後のセプルベダの戦いで有名になった。セプルベダの戦いでは彼はムーア人から領土を奪い取り、キリスト教徒の再植民を行った。彼が力を増すにつれ、レオン王国からの独立性も同様に増した。
ムーア人に対してレオン王ラミロ2世とともに戦い、シマンカスの戦いでムーア人が退却した後、辺境地帯にレオン軍を駐留させるラミロ2世に不満を持ったフェルナンは反乱を起こした。944年、彼はカスティーリャ伯の称号を剥奪された。ラミロ2世は自身の子サンチョ（後のサンチョ1世）をカスティーリャ伯とし、重臣アンスル・フェルナンデスを摂政においた。フェルナンはラミロ2世に破れ、3年間投獄された。彼はラミロ2世と和解して釈放され、王の世継ぎであるオルドーニョ王子（後のオルドーニョ3世）と娘ウラカを結婚させた。
951年のラミロ2世の死は、レオン王国の王家の危機を招き、フェルナンにとって有利に働いた。最初、フェルナンはサンチョ王子が異母弟オルドーニョ（フェルナンにとっては義理の息子）に対して行った要求を支持した。サンチョが敗れると、フェルナンはオルドーニョ3世を王と認めるよう強制された。オルドーニョ3世の急死で、かつての同盟者サンチョ王子がサンチョ1世として即位することとなり、フェルナンの影響力が回復した。しかしフェルナンはサンチョ1世と手を結ばず、代わって今度はオルドーニョ王子（後のオルドーニョ4世。アルフォンソ4世の子。未亡人となっていた娘ウラカの再婚相手）と同盟した。
959年、フェルナンの妃サンチャが死んだ。960年にサンチョ1世に代わってナバラへ侵攻して敗れた。彼はナバラを治めるパンプローナ王ガルシア・サンチェス1世（亡妻サンチャの兄弟）に囚われたが、様々な領土の割譲を行い、オルドーニョ4世の支援を受けて釈放された。964年、フェルナンは最初の妻サンチャの姪にあたるパンプローナ王女ウラカと再婚し、ナバラとの新たな同盟を固めた。同時期に、フェルナンの娘で同名のウラカはオルドーニョ4世と離婚し、ガルシア王の世継ぎであるサンチョ王子（後のサンチョ2世）と再婚した。レオン王国は弱体化し、フェルナンは徐々にカスティーリャ伯としての自治権を固めていった。
フェルナンが死ぬと、ガルシア・フェルナンデスがカスティーリャ伯となり、2度目の妃であったウラカ王女はナバラへ帰国した（後にガスコーニュ公ギヨーム2世の元へ嫁ぐ）。フェルナンは、サン・ペドロ・デ・アルランサ修道院（es、ブルゴス県オルティグエーラ）に埋葬された。彼の生涯とその偉業は、氏名不詳の人物が1250年から1271年の間に記した『フェルナン・ゴンサレスの詩』（en）に記録されている。作中、フェルナンは『善良伯』（"el Buen Conde"）と呼ばれている。この作品は、15世紀以来の不完全な状態の複写として保存されている。
1841年、フェルナン・ゴンサレスとその妻サンチャ・デ・パンプローナの亡骸は、サン・コスメ・イ・サン・ダミアン・デ・コバルビアス参事会教会（es、ブルゴス県コバルビアス）に移され、再埋葬された。

## 子女
932年または933年初めにパンプローナ王サンチョ1世の娘サンチャと結婚した。2人の間に7子の名が伝えられている。
- ゴンサロ・フェルナンデス（933/4年 - 959年） - ララ、ラ・ブレバおよびアサの領主。フロニルデ・ゴメス（1009年没）と結婚。フロニルデはゴメス・ディアスの娘でディエゴ・ロドリゲス・ポルセロスの孫とも考えられている[3]。
- サンチョ・フェルナンデス（934/5年 - 956年）[3]
- ムニオ・フェルナンデス（941年以前 - ?）
- ガルシア・フェルナンデス（938年 - 995年） - カスティーリャおよびアラバ伯[3]。リバゴルサ伯ラモン2世の娘アバと結婚[4]。
- ウラカ・フェルナンデス（生年不詳 - 1007年） - 最初オルドーニョ3世と結婚。死別後、オルドーニョ4世と再婚。オルドーニョ4世と離婚後、962年にパンプローナ王サンチョ・ガルセス2世と再々婚[5]。
- ムニアドナ・フェルナンデス（1015年頃没） - サルダーニャ伯ゴメス・ディアスと結婚[3][6]
- フロニルデ・フェルナンデス（1014年以降没）[7] - アストゥリアス・デ・サンティリャーナの伯ロダニオ・ディアスと結婚

964年ごろにパンプローナ王ガルシア1世の娘ウラカと再婚し、以下の子女をもうけた。
- ペドロ・フェルナンデス